# Epitonium scalare
Espèce
Epitonium scalare ou Scalaire précieuse est une espèce de mollusques gastéropodes de la famille des Epitoniidae. C'est une rareté mythique recherchée par les collectionneurs de coquillages :  il est pêché de nos jours à grande profondeur par des chaluts dans les Philippines mais il est rarement remonté intact car il est fragile.
- Taille : 2,5 à 7 cm[2].
- Répartition : nord-ouest de l'océan Indien, Fidji, Japon, sud-ouest du Pacifique.

Ce coquillage a des mâchoires coupantes et se nourrit d'anémones de mer et de coraux.

## Philatélie
Ce mollusque figure sur une émission du Laos de 1993 (valeur faciale : 30 k) ainsi que sur un timbre du Japon 1989 (val. 62 yen).